# Borowice, Tỉnh West Pomeranian
Borowice [bɔrɔˈvit͡sɛ] là một khu định cư ở khu hành chính của Gmina Stepnica, thuộc hạt Goleniów, West Pomeranian Voivodeship, nằm ở phía tây bắc Ba Lan.